# 石橋義正

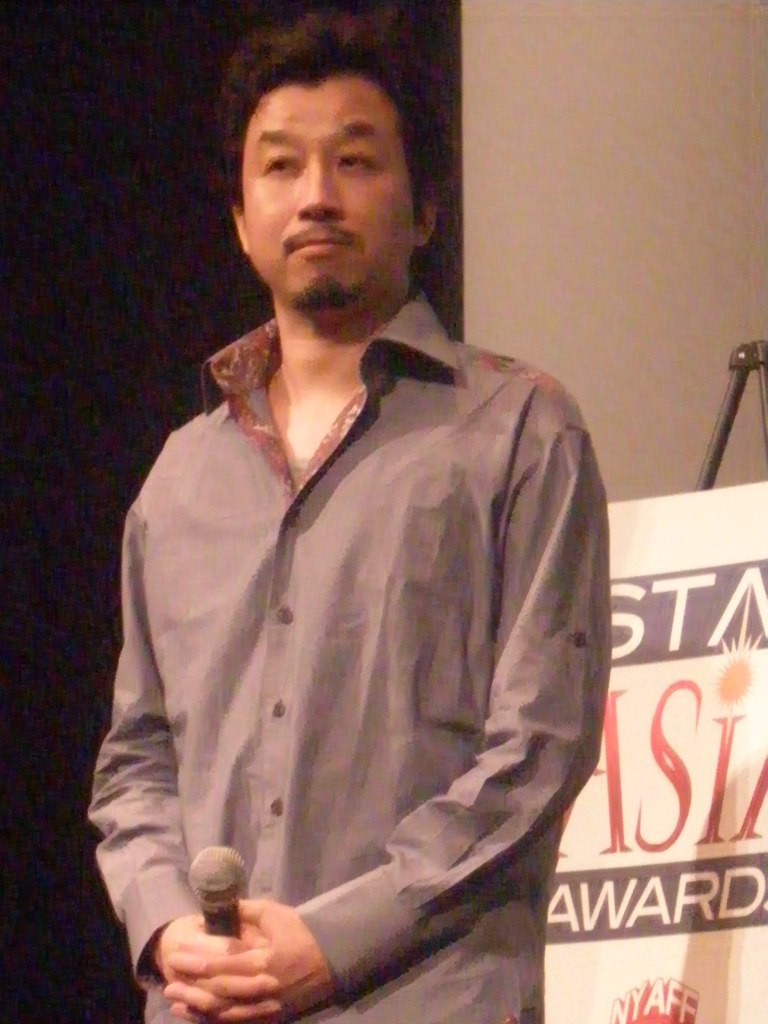
2011年、ニューヨーク・アジア映画祭にて

石橋 義正（いしばし よしまさ、1968年 - ）は、映像作家、映画監督、舞台演出家、有限会社石橋プロダクション代表取締役、パフォーマンスグループ「キュピキュピ」主宰。

## 概要
マネキンを使った愛らしくて奇怪なドラマ『オー!マイキー』で知られる。テレビで人気を博し、映画版はベルリン映画祭にも招待を受けている。
ほかに作品は「キュピキュピ」によるビデオ・インスタレーションや歌謡ショー、深夜テレビ番組『バミリオン・プレジャー・ナイト』、映画『狂わせたいの』、山田孝之主演『ミロクローゼ』、竹野内豊と山田孝之のW主演による『唄う六人の女』など。

## 略歴
1968年京都市生まれ、京都市立芸術大学入学。在学中に英国王立芸術大学（RCA）映画科交換留学。1994年京都市立芸術大学大学院造形構想修了。
- 1991年 - キリンプラザ大阪コンテンポラリー・アワード'91にて優秀賞・映像部門賞
- 1997年 - 劇場用映画『狂わせたいの』上映、映画祭招待、受賞多数
- 1998年 - 「キュピキュピ」映像作品出展　（京都カフェ・アンデパンダンでの歌謡ショー、「身体の夢」展（京都国立近代美術館、東京都現代美術館）、「Generation Z」展（P.S.1 現代美術センター、ニューヨーク）、「Let's Entertain」展（ウォーカー・アート・センター、ミネソタ／　ポンピドゥー・センター、パリ）
- 2000年 - 映像とパフォーマンスによる個展「キュピキュピ・ワンミリオン・スーパー・デラックス」（キリンプラザ大阪）[1]
- 2000年 - TV番組『バミリオン・プレジャー・ナイト』放送（テレビ東京系）
- 2001年 - 「キュピキュピ」、「台北ビエンナーレ」に出展（台北市美術館）
- 2001年 - 「キュピキュピ」、「PICAF（釜山国際現代美術祭）」に出展（釜山市美術館）
- 2001年 - 「バミリオン・プレジャー・ナイト」中の『Fuccon Family』（『オー!マイキー』の原型）を、「New Director's/New Films 映画祭」（ニューヨーク近代美術館）「ロカルノ映画祭」（スイス）など海外映画祭に出品。「シネマ・トゥ・エクラン映画祭」（スイス）で審査員特別賞受賞。2004年「第54回ベルリン国際映画祭」パノラマ部門に出品。
- 2002年 - 映画『THTE COLOR OF LIFE』上映、TV番組『オー!マイキー』（テレビ東京系）放送開始、『オー!マイキー2002』（東京都写真美術館）
- 2003年 - 『オー!マイキー2003』（東京都写真美術館）、『オー!マイキーpresentsPARCOバレンタインハウス』（渋谷パルコ）など。
- 2003年 - 「キュピキュピ」グランド歌謡ショースーパーメガヒッツ　ツアー（アートコンプレックス1928、京都／パレ・ド・トーキョー、パリ）
- 2003年 - 「キュピキュピ」ライブ・キャバロティカ　（テート・モダン、ロンドン）
- 2003年 - 「キュピキュピ」グランド歌謡ショーキャバロティカ　ロングラン公演（アートコンプレックス1928、京都…証券化の手法により公演資金を事前調達、出資してくれたファンには高い配当が返った）
- 2004年 - 「キュピキュピ」ライブ歌謡ショー・フランケンシュタインの花嫁（カフェ・アンデパンダン、京都）
- 2004年 - 「キュピキュピ」グランド歌謡ショーキャバロティカ　ロングラン公演（スパイラルホール、東京…再び証券化を活用）
- 2004年 - 『オーマイキー!リターンズ!』（東京都写真美術館、丸亀市猪熊弦一郎現代美術館、KPOキリンプラザ大阪）
- 2006年 - インスタレーション作品『Circlamotion』を出展（スペイン現代美術館）
- 2010年 - 『SickeTel』（丸亀市猪熊弦一郎現代美術館）大型インスタレーション、新旧のビデオ作品を展示、国内初の大規模な展覧会。
- 2011年 - 『ミロクローゼ』山田孝之主演　長編映画。
- 2011年 - 『伝統芸能バリアブル』京都創生座とのコラボレーションパフォーマンス。ステージで3D映像を使用。（京都芸術劇場春秋座、京都）
- 2012年 - 『アトメスッパイ』キュピキュピとしては8年ぶりのライブパフォーマンス。（高知県立美術館、高知）
- 2021年 - HYDE feat.YOSHIKIの楽曲「ZIPANG」のミュージック・ビデオの監督を務める。
- 2023年 - 『唄う六人の女』竹野内豊主演　長編映画[2]。

## キュピキュピについて
キュピキュピは1996年に結成された映像パフォーマンスグループ。主なメンバーは以下の通り。
- 石橋義正: ディレクター
- 分島麻実: パフォーマー、歌手、衣装他
- 江村耕市: グラフィックデザイナー、ドローイング・アーティスト